# Gerbilliscus kempi
Gerbilliscus kempi är en däggdjursart som beskrevs av Wroughton 1906. Gerbilliscus kempi ingår i släktet Gerbilliscus och familjen råttdjur. Inga underarter finns listade i Catalogue of Life.
Arten lever västra och centrala Afrika från Guinea till västra Etiopien och västra Kenya. Habitatet utgörs av torra savanner och av jordbruksmark.
Denna gnagare når en kroppslängd (huvud och bål) av 140 till 190 mm, en svanslängd av 142 till 173 mm och en vikt av 97 till 105 g. Den har 27 till 36 mm långa bakfötter och 17 till 26 mm långa öron. Pälsen på ovansidan bildas av hår som är mörkgrå vid roten, sandfärgad i mitten och svart vid spetsen. Vid kroppssidorna saknas den svarta spetsen och därför är pälsen där ljusare. Hos Gerbilliscus kempi förekommer en tydlig gräns mot den vita pälsen på undersidan som även täcker hakan, strupen och bröstet. Svansen är bara glest täckt med hår och den har likaså en mörk ovansida samt en ljus undersida. Yngre exemplar har ofta en mörk tofs vid svansens slut. I de övre framtänderna förekommer en ränna.
Arten vilar på dagen i självgrävda underjordiska bon och den letar på natten efter föda. Gerbilliscus kempi äter främst frön samt gröna växtdelar (även från suckulenter), rötter och unga växtskott. Vid brist på vegetabilier ingår även insekter i födan. Denna gnagare skapar ett förråd i boet. Antagligen kan flera exemplar dela revir men det är inte känt om de har ett mera utvecklad socialt beteende. Ungarna föds troligen vid början och slutet av regntiden. Under våren registrerades 3 eller färre ungar per kull och under hösten 6 ungar per kull.